# Oleśnica (district)
Oleśnica (powiat oleśnicki) is een Pools district (powiat) in de woiwodschap Neder-Silezië. Het district heeft een oppervlakte van 1049,74 km² en telt 106.311 inwoners (2014).

## Gemeenten
Het district Oleśnica omvat acht gemeenten, waarvan één stadsgemeente, vier stads- en landgemeenten en drie landgemeenten.

Stadsgemeente:
- Oleśnica (Öls)

Stads- en landgemeenten:
- Bierutów (Bernstadt an der Weide)
- Międzybórz (Neumittelwalde, tot 1886: Medzibor)
- Syców (Groß Wartenberg, tot 1888: Polnisch Wartenberg)
- Twardogóra (Festenberg)

Landgemeenten:
- Dobroszyce (Juliusburg)
- Dziadowa Kłoda (Kunzendorf)
- Oleśnica-land

Stadsdistricten:
Wrocław · Jelenia Góra · Legnica · Wałbrzych

Districten:
Bolesławiec · Dzierżoniów · Głogów · Góra · Jawor · Kamienna Góra · Karkonosze · Kłodzko · Legnica · Lubań · Lubin · Lwówek Śląski · Milicz · Oleśnica · Oława · Polkowice · Środa Śląska · Strzelin · Świdnica · Trzebnica · Wałbrzych · Wołów · Wrocław · Ząbkowice Śląskie · Zgorzelec · Złotoryja

Grootste steden:
Bielawa · Bolesławiec · Dzierżoniów · Głogów · Jelenia Góra · Legnica · Lubin · Oleśnica · Świdnica · Wałbrzych · Wrocław · Zgorzelec